# Абу-Гош
Абу-Гош(івр. אבו גוש, араб. أبو غوش, [Абу-Ґош]) — селище та місцева рада у Єрусалимському окрузі Ізраїлю, за 10 кілометрів на захід від столиці. Розташоване поруч із шосе Єрусалим —Тель-Авів, на висоті 610—720 над рівнем моря.

## Історія
На території Абу-Гоша археологи виявили 3 поселення неоліту різного віку. Середнє відноситься до 7 тис. до н.е.

## Християнські святині

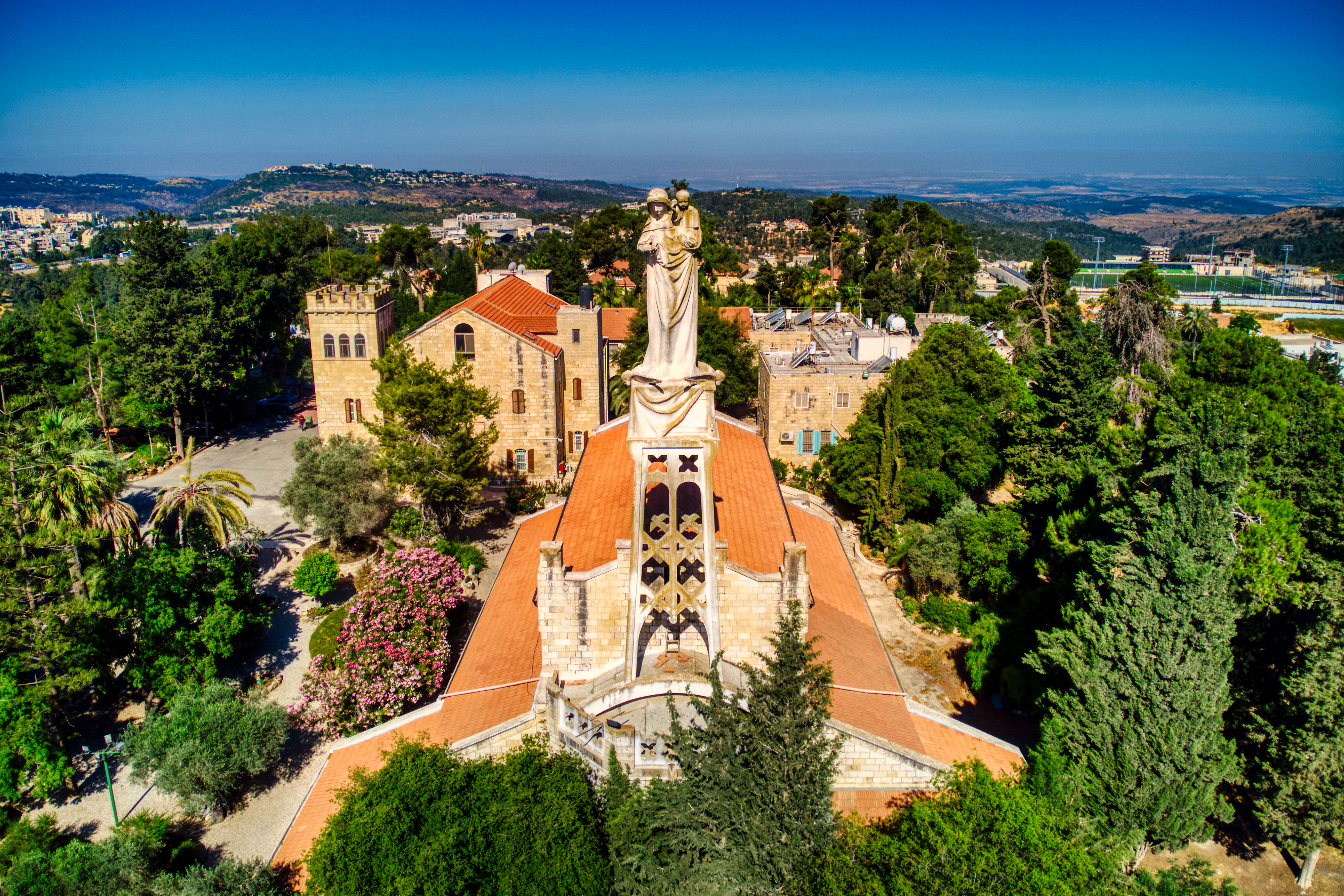
Церква Діви Ковчегу Заповіту

У містечку є церква часів Хрестових походів. Її збудували 1142 року, а невдовзі, у 1187, вона була зруйнована. Лише у 1899 французький уряд відбудував її.
Інша церква — Церква Діви Ковчегу Заповіту (Notre Dame de l'Arche de l'Alliance) збудована у 1924 році. Вважається, що раніше на цьому місці був дім Абінадаба, де 20 років знаходився Ковчег Заповіту перед тим, як цар Давид забрав його до Єрусалиму.

## Населення
Населення складають араби-християни та араби-мусульмани.
Релігія
Мечеть імені Ахмада Хаджі Кадирова

## Культура
Від 1957 р. у містечку проходить щорічний Фестиваль вокальної музики, концерти якого відбуваються у Церкві Діви Ковчегу Заповіту. 